# Luiz Carlos de Sá Fortes Pinheiro
Luiz Carlos de Sá Fortes Pinheiro (Rio de Janeiro, 25 de setembro de 1916 – 26 de abril de 1985) foi um médico brasileiro. 
Foi eleito membro da Academia Nacional de Medicina em 1981, ocupando a Cadeira 25, que tem João Benjamim Ferreira Batista como patrono.